# Вулиця Данила Галицького (Кам'янець-Подільський)
Ву́лиця Дани́ла Га́лицького — вулиця в місті Кам'янець-Подільський, місцевість Новий План. Вулиця названа на честь короля Русі, Князя галицького, володимирського — Данила Романовича Галицького.

## Розташування
Вулиця розташована в центрі міста та пролягає від вулиці Привокзальна до вулиці Шевченка. Перетинає такі вулиці: проспект Грушевського, Степана Бандери, Івана Огієнка, Лесі Українки.

## Історія
Вулиця Данила Галицького розміщена на Новому Плані, первісна назва — вулиця Кишинівська.
16 серпня 1875 року міська дума запропонувала нову назву — Монопольна, але вона не прижилася.
20 березня 1923 року вулицю Кишинівську перейменували на Драгоманова.
9 квітня 1936 року вулиця Драгоманова отримала ім'я письменника Миколи Островського.
1 червня 1992 року рішенням виконкому Кам'янець-Подільської міської ради за № 357 вулиці Островського надано ім'я галицько-волинського князя (з 1253 року короля) Данила Романовича Галицького.
2015 року на розі вулиць Огієнка та Данила Галицького на 9-ти поверховому будинку з'явився новий малюнок від аргентинського художника AMOR (Jorge Pomes). До слова, прадід митця був родом з Кам'янця-Подільського.
2022 року на фасаді будинку по вулиці Данила Галицького було вшановано пам'ять полеглого на війні з московитами захисника Максима Квапиша, створено стінопис на його честь. Організаторами виступили місцеві волонтери, побратими, друзі та родичі Героя. Міська влада підтримала проєкт та заявляла про продовження такої ініціативи в місті.

## Пам'ятник королеві Данилу

Пам'ятник королю Данилові у Львові

Ініціативна група пропонує розмістити в місті пам'ятник королю Данилу (Романовичу) саме на цій вулиці. Як варіанти пропонуються: перехрестя з вулицею Степана Бандери на куті дошкільного навчального закладу № 21 «Золота рибка», інший варіант - перехрестя з проспектом Грушевського та відповідно на зеленій смузі.
Монумент хочуть встановити за пожертви та благодійні збори після завершення війни.

## Об'єкти
На кам'янецькій вулиці Данила Галицького розташувалися:
- автомобільна школа ТСОУ;
- «Укрсиббанк»;
- «Золота рибка» дошкільний навчальний заклад № 21;
- продовольчий супермаркет «Сільпо».

Вулиця на одні стороні впирається в парк «Героїв Євромайдану», а на іншій в насип залізничної колії.